# Eparchia wiaziemska
Eparchia wiaziemska – jedna z eparchii Rosyjskiego Kościoła Prawosławnego, z siedzibą we Wiaźmie. Należy do metropolii smoleńskiej.
Utworzona 5 maja 2015 postanowieniem Świętego Synodu, poprzez wydzielenie z eparchii smoleńskiej (noszącej do tego czasu nazwę „smoleńska i wiaziemska”). Obejmuje część obwodu smoleńskiego – rejony: chołm-żyrkowski, gagariński, nowodugiński, safonowski, syczewski, tiemkiński, ugrański i wiaziemski.
Pierwszym ordynariuszem eparchii został 21 maja 2015 biskup Sergiusz (Ziat´kow).

## Dekanaty
W skład eparchii wchodzą cztery dekanaty:
- gagariński;
- safonowski;
- syczowski;
- wiaziemski.

## Monastery
Na terenie eparchii działają trzy monastery:
- monaster Przemienienia Pańskiego i Ikony Matki Bożej „Hodigitria” w Bogorodickim, żeński
- monaster św. Jana Chrzciciela we Wiaźmie, żeński
- monaster św. Włodzimierza „u źródeł Dniepru” w Dudkinie, męski